# Hlávková kapusta
Hlávková kapusta (Brassica oleracea var. sabauda) je košťálová zelenina z čeledi brukvovitých, jedná se o kultivar brukve zelné (Brassica oleracea). Pěstuje se pro hlávku s bublinkatými zkadeřenými listy, čímž se liší od podobného hlávkového zelí. Je dostupná celoročně, konzumuje se tepelně upravená.

## Popis
Hlávková kapusta je dvouletá rostlina, jedlou hlávku vytváří v prvním roce stáří. Hlávka je tvořena spirálovitě vyrůstajícími bublinkatými a zkadeřenými listy s naznačenými lalokovitými okraji. Košťál je vysoký 30–70 cm. Listy mají obvykle tmavě zelenou barvu, ale mohou být i žlutozelené a u okrasných forem mohou být listy zbarveny od žluté přes červenou až do fialova. Ve druhém roce proroste skrze hlávku lata s čtyřčetnými cizosprašnými květy, plodem je zaškrcovaná šešule, semena jsou černá a kulatá.
U raných odrůd dosahuje hlávka hmotnosti 0,3–1 kg, u pozdních 1–3 kg.

## Pěstování
Kapusta je nenáročná na klimatické podmínky, snáší dobře i chladnější podnebí, snese i −15 °C. Podle odrůdy přezimuje po vytvoření 5–6 pravých listů nebo až po vytvoření hlávky. Nejvíce jí vyhovují středně těžké, hlinité půdy s dostatečným obsahem humusu a vláhy.
Pěstuje se z předpěstované sadby nebo ze semen, vysévaných na konci února ve sklenících, v případě raných odrůd se ven vysazuje v dubnu ve sponu 40 × 50 cm. Vegetační doba je 50–70 dní a sklizeň je v červnu nebo v červenci. Pozdní odrůdy se vysazují na konci dubna nebo v květnu ve sponu 50 × 50 – 60 × 60 cm a sklízí se od srpna do října, přičemž mohou zůstat na stanovišti až do listopadu. Vegetační doba je delší, u poloraných odrůd 100–120 dní, podzimní odrůdy 102–160 dní, sklízejí se v srpnu nebo v září. Ozimé odrůdy mají vegetaci nejdelší, dlouhou 240–250 dní, vysazují se na konci září a sklizeň trvá až do ledna.
Výnos hlávkové kapusty raných odrůd činí 20–25 t/ha, u pozdních odrůd 30–40 t/ha.
Rozsah pěstování v ČR
| Sledované ukazatele                           | 1993  | 1994  | 1995  | 1996  | 1997  | 1998  |
| --------------------------------------------- | ----- | ----- | ----- | ----- | ----- | ----- |
| Vývoj osevních ploch v ČR v ha                | 1 347 | 1 264 | 1 300 | 1 160 | 1 145 | 1 152 |
| Průměrný ha výnos v tunách v ČR               | 17,35 | 16,00 | 17,29 | 16,05 | 18,52 | 17,32 |
| Roční spotřeba na jednoho obyvatele v ČR v kg | 2,3   | 2,1   | 2,2   | 2,1   | 2,0   | 1,9   |

## Obsahové látky

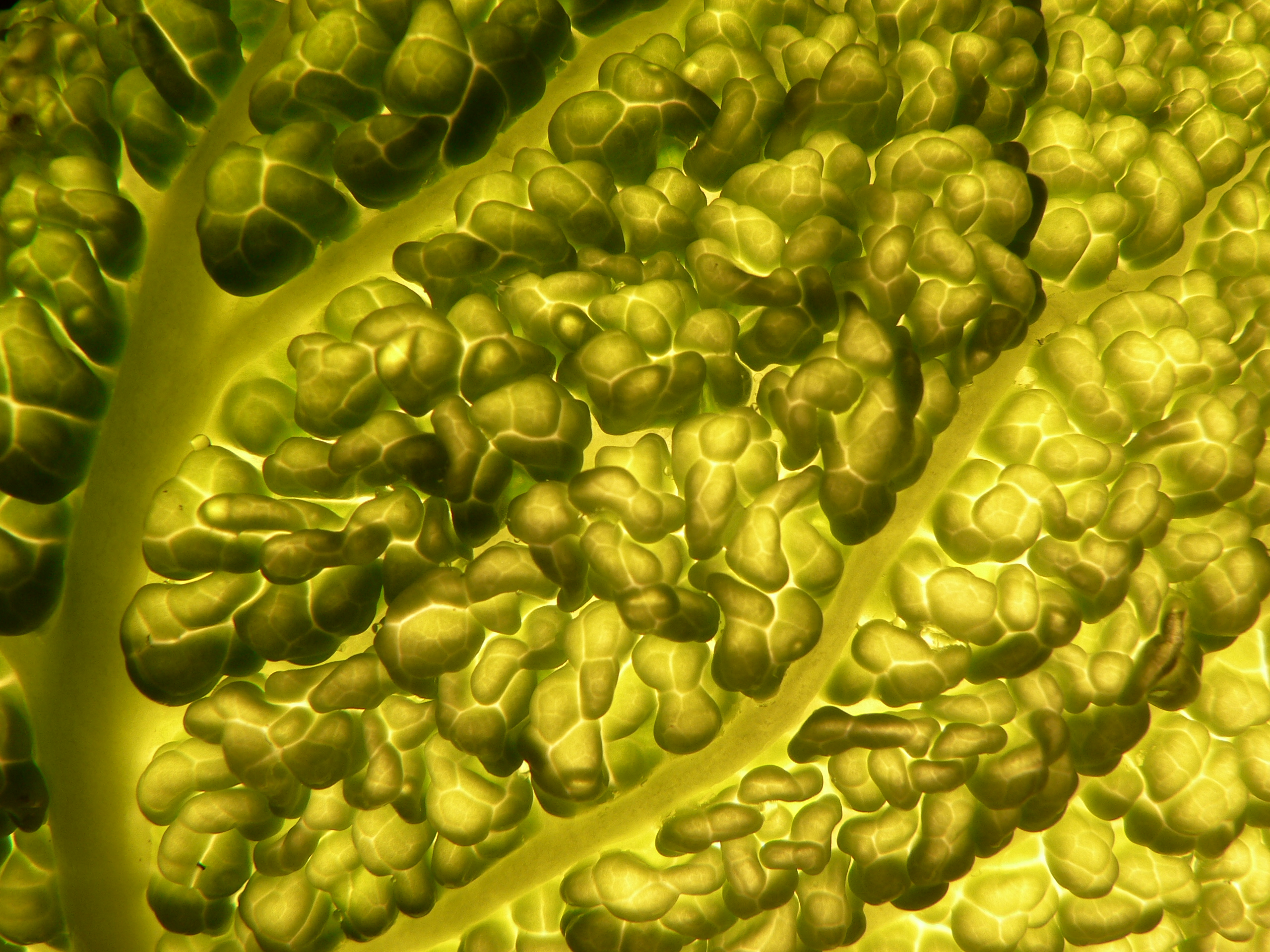
Detail listu

Tabulka udává dlouhodobě průměrný obsah živin, prvků, vitamínů a dalších nutričních parametrů zjištěných v syrové hlávkové kapustě.
| Složka              | Jednotka | Průměrný obsah | Prvek (mg/kg) | Průměrný obsah | Složka (mg/100g) | Průměrný obsah |
| ------------------- | -------- | -------------- | ------------- | -------------- | ---------------- | -------------- |
| voda                | g/kg     | 890            | Na            | 94             | vitamin C        | 344            |
| bílkoviny           | g/kg     | 31             | K             | 2460           | vitamin D        | 0              |
| tuky                | g/kg     | 5              | Ca            | 800            | vitamin E        | 17,9           |
| cukry               | g/kg     | 67             | Mg            | 176            | vitamin B6       | 2,18           |
| popeloviny          | g/kg     | 9,4            | P             | 663            | vitamin B12      | 0              |
| vláknina            | g/kg     | 31             | Fe            | 15,1           | vitamín A        | 12,6           |
| S - methylmethionin | mg/kg    | 60             | S             | 1760           | thiamin          | 1,17           |
| cholesterol         | mg/kg    | 0              | Zn            | 3,2            | riboflavin       | 1,04           |
| energie             | kJ/100 g | 176            | Mn            | 4,7            | niacin           | 2,18           |

## Kuchyňské zpracování
Hlávková kapusta se konzumuje po tepelné úpravě. I při použití do studených salátů se předtím krátce povaří. Lze ji vařit, dusit, smažit, zapékat i zadělávat podobně jako zelí, nehodí se ale k nakládání. Používá se do polévek nebo omáček.

## KultivaryBrassica oleracea
- Brassica oleracea convar. capitata (L.) Alef. – hlávkové zelí
- Brassica oleracea convar. sabauda (L.) O.F.Schulz. – hlávková kapusta
- Brassica oleracea convar. gemmifera (Dc.) Markgr. – růžičková kapusta
- Brassica oleracea var. medullosa Thell. – dřeňová kapusta
- Brassica oleracea var. acephala Dc. – kapusta kadeřavá – jarmuz (krmná kapusta)
- Brassica oleracea var. sabellica Dc. – kapusta kadeřavá – kadeřávek
- Brassica oleracea convar. gongylodes (L.) Markgr. – kedluben
- Brassica oleracea convar. botrytis (L.) Markgr. – květák, romanesco
- Brassica oleracea var. italica Plenck – brokolice

- hlávkové zelí (convar. capitata)
- růžičková kapusta (convar. gemmifera)
- dřeňová kapusta (var. medullosa)
- kadeřávek (var. sabellica)
- brokolice (var. italica)
- kedluben (var. gongylodes)
- květák (var. botrytis)